# Augustinô thành Hippo
Augustinô thành Hippo (tiếng Latinh: Aurelius Augustinus Hipponensis; tiếng Hy Lạp: Αὐγουστῖνος Ἱππῶνος, Augoustinos Hippōnos; 13 tháng 11, 354 - 28 tháng 8, 430), còn gọi là Thánh Augustinô hay Thánh Âu Tinh, là một nhà thần học và triết học có nhiều ảnh hưởng trong Cơ Đốc giáo Tây phương và triết học phương Tây. Ông được hầu hết các giáo hội nhìn nhận là Thánh và được Giáo hội Công giáo Rôma tuyên phong Tiến sĩ Hội Thánh. Trong cộng đồng Kháng Cách, nhiều người xem nền thần học Augustinô là một trong những nhân tố khởi nguyên của hệ tư tưởng lập nền cho cuộc Cải cách Kháng nghị, đặc biệt là trong giáo lý cứu rỗi và ân điển.
Augustinô cũng là nhà thần học xây dựng các khái niệm về nguyên tội và chiến tranh chính đáng. Khi Đế quốc La Mã bắt đầu suy sụp ở phương Tây, ông phát triển khái niệm Hội Thánh như là Thành phố Tâm linh của Thiên Chúa để phân biệt với Thành phố Trần tục của con người. Tư tưởng của ông đã ảnh hưởng sâu đậm trên thế giới quan Tây phương sau này.
Chào đời ở Phi châu, là con trai đầu của Thánh Mônica, là người gốc Berber, ông đến Ý để học tập, và sau đó lãnh bí tích rửa tội từ Thánh Ambrôsiô. Các tác phẩm của ông – trong đó có cuốn Tự thuật (Confessiones), được xem là sách tự truyện đầu tiên ở phương Tây – vẫn tiếp tục mang theo mình sức mạnh soi dẫn cho nhiều người cho đến ngày nay.

## Cuộc đời
Augustinô sinh năm 354 ở Tagaste (nay là Souk Ahras, Algérie), một tỉnh lỵ ở Bắc Phi thuộc Đế quốc La Mã. Lúc 11 tuổi, Augustinô đến học tại một ngôi trường ở Madaurus, 19 dặm phía nam Tagaste, Madaurus là một thành phố nhỏ, nổi tiếng với nền văn hóa ngoại giáo. Tại đây, cậu bắt đầu làm quen với văn chương tiếng Latinh cũng như lối sống và tín ngưỡng ngoại giáo. Từ năm 369 đến 370, cậu ở nhà đọc Hortensius của Cicero, về sau Augustinô thuật lại rằng tác phẩm này đã để lại một ấn tượng lâu dài, đồng thời khơi gợi trong ông lòng say mê triết học. Đến tuổi 17, nhờ lòng hào phóng của một người đồng hương tên Romaniaus, cậu đến Carthage để học môn hùng biện rồi mở trường dạy môn này cho đến chín năm sau đó.
Mẹ của Augustinô, Monica, là một tín hữu Công giáo sùng tín. Cha ông, Patricius, là một người ngoại giáo, nhưng Augustinô lại chọn cho mình một tôn giáo gây nhiều tranh cãi, Minh giáo (Mani giáo), lựa chọn này là một điều kinh khủng đối với mẹ ông.
Khi còn trẻ, Augustinô bị cuốn vào cuộc sống phóng túng, buông thả, khi còn ở Carthage, trong hơn 15 năm ông quan hệ với một cô nhân tình trẻ, và có một con trai với cô, ông đặt tên cho con là Adeodatus (nghĩa là Thiên Ân). Augustinô được đào tạo về triết học và tu từ học (thuật hùng biện). Khi đang dạy học ở Tagaste và Carthage, ông mong muốn có cơ hội đến Roma, được ông tin là nơi qui tụ những nhà hùng biện tài danh nhất. Tuy nhiên, sau khi sống ở Roma từ năm 383, Augustinô ngày càng trở nên thất vọng vì thái độ lãnh đạm của giới học thức ở đây. Những người bạn đồng đạo giới thiệu ông với Symmachus, thái thú của thành Roma, ông này đang tìm kiếm một giáo sư môn tu từ học cho triều đình ở Milano.
Chàng trai tỉnh lẻ kiếm được việc làm và đi lên phương bắc để nhận việc vào cuối năm 384. Ở tuổi ba mươi, Augustinô đã chiếm được một vị trí hàn lâm danh giá trong thế giới Latin, được xem là sự khởi đầu tốt tạo đà cho những thăng tiến trong sự nghiệp chính trị. Dù vậy, Augustinô đã sớm cảm nhận được những áp lực trên chốn quan trường, có lần đang trên đường đến diễn thuyết trước hoàng đế, khi xe ông đi ngang qua một người hành khất say khướt bên đường, ông than thở rằng cuộc sống của ông còn nặng gánh lo âu hơn con người khốn khổ này.
Mẹ ông, Monica, tìm cách thúc ép ông chấp nhận niềm tin Công giáo, nhưng chính giám mục thành Milano, Ambrôsiô, là người đã có nhiều ảnh hưởng trên Augustinô. Giống Augustinô, Ambrôsiô là bậc thầy về tu từ học, nhưng lớn tuổi hơn và từng trải hơn. Bị thuyết phục bởi những bài giảng của Ambrôsiô cùng những nghiên cứu khác của chính ông, kể cả những lần hội kiến đáng thất vọng với những nhà thuyết giảng hàng đầu của đạo Mani, Augustinô từ bỏ tôn giáo này; nhưng thay vì chấp nhận đức tin Cơ Đốc như Ambrôsiô và Monica, ông quay sang thuyết Tân Platon như là một cách tiếp cận với chân lý, nói rằng có lúc ông cảm thấy thật sự có tiến bộ trong hành trình tìm kiếm giải đáp cho những tra vấn tâm linh, nhưng cuối cùng ông lại rơi vào trạng thái hoài nghi.

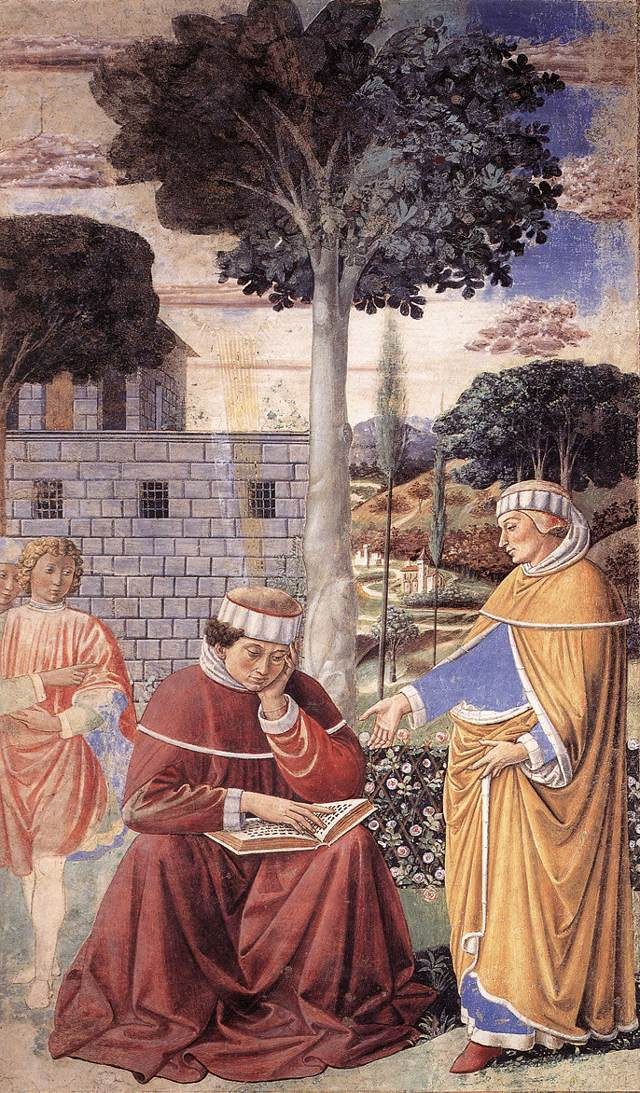
Augustine đến với đức tin Cơ Đốc, tranh của Gozzoli, thế kỷ 15

Khi mẹ ông đến Milano với ông, ông đồng ý để cho bà sắp xếp một cuộc hôn nhân, theo đó ông sẽ bỏ cô nhân tình (nhưng trong thời gian hai năm chờ đợi hôn thê đến tuổi kết hôn, Augustinô lại tìm đến dan díu với một phụ nữ khác). Trong thời gian này, Augustinô đã thốt lên câu nói trứ danh khi cầu nguyện, "Xin hãy ban cho con sự trinh bạch và tiết chế, nhưng xin đừng vội".
Mùa hè năm 386, sau khi đọc biết và cảm động trước cuộc đời của Thánh Antôn Sa mạc, Augustinô trải nghiệm một cuộc khủng hoảng tâm linh sâu sắc và quyết định đến với Cơ Đốc giáo, từ bỏ sự nghiệp hùng biện, chức nghiệp giảng dạy ở Milano, chấm dứt dự định kết hôn, cung hiến cuộc đời ông để phục vụ Thiên Chúa trong mục vụ, kể cả việc theo đuổi cuộc sống độc thân. Nhân tố quyết định cho trải nghiệm qui đạo của Augustinô là tiếng hát của một bé gái mà ông tình cờ nghe được lúc ông đang trong cuộc tranh chấp nội tâm hầu tìm kiếm sự cứu rỗi, tolle lege (cầm lấy và đọc), ông làm theo, mở Kinh Thánh ra đúng vào một đoạn trong thư của Sứ đồ Phao-lô gởi tín hữu ở La Mã.
Hãy bước đi cách hẳn hoi như giữa ban ngày. Chớ nộp mình vào sự quá độ và say sưa, buông tuồng và bậy bạ, rầy rà và ghen ghét; nhưng hãy mặc lấy Chúa Giê-su Kitô, chớ chăm nom về xác thịt mà làm cho phỉ lòng dục nó. (La Mã 13. 13-14).

Cuộc hành trình tâm linh này được thuật lại trong quyển tiểu sử nổi tiếng của ông, Tự thuật, đã trở nên tác phẩm kinh điển cho nền thần học Cơ Đốc giáo và văn học thế giới. Ambrôsiô làm lễ rửa tội (Thanh Tẩy) cho Augustinô và con trai ông vào Lễ Phục Sinh năm 387, rồi ông trở về Châu Phi trong năm 388. Mẹ ông từ trần trên đường về, chẳng bao lâu con trai ông cũng lìa đời, để ông ở lại với cuộc sống cô độc không một người thân thích.
Sau khi đến Bắc Phi, Augustinô thiết lập một tu viện ở Tagaste cho ông và cho một nhóm thân hữu. Augustinô rất nổi tiếng ở Tagaste và nhiều người ngưỡng mộ sự thanh lịch, lòng nhân hậu, và sự khôn ngoan của ông. Mỗi ngày nhiều người muốn gặp ông để xin lời khuyên, ân huệ, sự giúp đỡ, v.v... và ông không thể nói lời từ chối với họ khiến cho đời sống học hành và cầu nguyện của ông bị quấy rầy. Ông quyết định rời Tagaste để chuyển tới một thành thị tên là Hippo (nay là Annaba, Algérie). Nhưng tại đó ông cũng rất nổi tiếng. Một ngày nọ ông bước vào nhà thờ Hippo khi một cuộc hội họp đang diễn ra. Giám mục giáo phận là Valeriô lúc ấy tuổi đã cao đang nói với các tín hữu về nhu cầu có một linh mục để giúp đỡ ông trong công tác chăn bầy. Các tín hữu vừa nhìn thấy Augustinô liền bắt đầu nhiệt liệt xướng tên ông. Năm 391, ông được phong chức linh mục ở Hippo. Ông trở nên một nhà thuyết giáo nổi tiếng (hiện còn bảo tồn hơn 350 bài giảng được cho là của ông), được biết tiếng qua những nỗ lực phản bác phe dị giáo Mani mà trước đây ông từng tin tưởng.
Năm 396, Augustinô được tấn phong phụ tá giám mục thành Hippo (với quyền kế thừa giám mục khi vị này qua đời), sau đó là giám mục cho đến khi từ trần năm 430. Ông rời tu viện đến sống ở tòa giám mục nhưng vẫn duy trì nếp sống khổ hạnh của một tu sĩ. Ông đã biên soạn bộ quy tắc cho tu viện của mình, do đó ông được xem là Thánh bổn mệnh của các linh mục triều, những người đến làm cha sở tại giáo xứ nhưng vẫn tuân giữ những quy tắc nghiêm nhặt của nếp sống tu sĩ.

## Qua đời và được phong thánh
Augustinô từ trần ngày 28 tháng 8 năm 430, đang khi thành Hippo bị vây phủ bởi các chiến binh Vandal (một bộ tộc đến từ miền Đông nước Đức, vào thế kỷ thứ 5 tiến chiếm một phần Đế quốc La Mã, thành lập một quốc gia ở Bắc Phi, thủ đô là Carthage). Người ta kể rằng Augustine đã khuyến khích công dân trong thành chiến đấu chống lại cuộc tấn công, bởi vì người Vandal theo dị giáo Arius.
Năm 1303, Augustinô được Giáo hoàng Bônifaciô VIII phong Thánh và công nhận là Tiến sĩ Hội Thánh (tiếng Latinh: Doctor Ecclesiae Universalis). Ngày lễ Thánh Augustinô là ngày 28 tháng 8, người ta tin là ông từ trần vào ngày này. Ông được giáo dân Công giáo xem là Thánh đỡ đầu cho nghề ủ rượu bia, in ấn, nhà thần học, và một số thành phố và giáo phận. Người ta kêu cầu vị thánh này khi bị đau mắt.

## Tư tưởng

### Về chiến tranh chính nghĩa
Các tác phẩm của Augustinô cũng giúp cấu thành học thuyết chiến tranh công chính (hoặc chiến tranh có chính nghĩa). Ông ủng hộ việc sử dụng vũ lực chống lại những người ly giáo Donatus với lập luận, "Tại sao... Giáo hội lại không thể sử dụng vũ lực để ép buộc những đứa con lạc lối trở về, trong khi họ đang cưỡng bách những người khác đi theo sự hư mất của họ?" (Cải huấn người Donatus, 22-24).
Theo quan điểm của Công giáo Roma về Augustinô, vấn đề chiến tranh chính nghĩa được bàn đến trong tác phẩm Thành phố Tâm linh về cơ bản đã khẳng định lập trường của ông liên quan đến việc đưa ra những lý lẽ ủng hộ cho sự hủy diệt và khổ đau dành cho kẻ thù trong trong chiến tranh chính nghĩa. Augustinô khẳng định rằng hòa bình đối với một sai phạm nghiêm trọng chỉ có thể ngăn chặn bằng bạo lực là một tội lỗi. Sự tự vệ hoặc bảo vệ cho người khác có thể là điều cần thiết, đặc biệt là khi được một thẩm quyền hợp pháp cho phép. Tuy không nêu rõ các điều kiện cần thiết cho chiến tranh chính nghĩa, Augustinô chính là người đã tạo ra khái niệm này, trong Thành phố Tâm linh. Điều cốt yếu là việc theo đuổi hòa bình phải bao gồm khả năng chiến đấu cùng với mọi kết quả kéo theo để giữ gìn hòa bình về lâu dài. Một cuộc chiến như vậy không thể là đánh phủ đầu, mà là phản công, để khôi phục hòa bình. Nhiều thế kỷ sau đó, Tôma Aquinô đã dựa vào lập luận của Augustinô trong một nỗ lực nhằm xác định các điều kiện của một cuộc chiến vì chính nghĩa.

### Biện thần luận Augustinô
Quan điểm của Tin Lành về Augustinô chủ yếu được đề xướng bởi John Hick. Theo John Hick, loại biện thần luận này lập luận rằng cái ác không tồn tại ngoại trừ việc thiếu, mất, làm cho hư hỏng sự tốt lành, và do đó Thiên Chúa đã không tạo ra cái ác. Những học giả về Augustinô lập luận rằng Thiên Chúa đã tạo dựng thế giới một cách hoàn hảo, không có cái ác hoặc là sự khổ đau. Cái ác đã vào trong thế giới này thông qua sự không vâng phục của A-đam và Ê-va và loại biện thần luận này cho rằng sự tồn tại của cái ác là sự trừng phạt thích đáng cho tội tổ tông. Loại biện thần luận này lập luận rằng con người có bản chất ác tương đương với mức độ mất đi sự tốt đẹp, hình dạng, trật tự và giới hạn ban đầu do kế thừa tội tổ tông của A-đam và Ê-va, nhưng cuối cùng vẫn là tốt lành nhờ sự tồn tại đến từ Thiên Chúa, vì nếu một bản chất là hoàn toàn ác (mất hết sự tốt lành), thì nó sẽ ngừng tồn tại. Biện thần luận Augustinô theo quan điểm của Tin Lành khẳng định rằng Thiên Chúa là tốt lành và không có lỗi.

### Về nguyên tội
Nhiều người cho rằng nhờ những tranh luận của Augustinô phản bác Pelagius, ông này không tin vào nguyên tội (tội tổ tông), mà Cơ Đốc giáo phương Tây duy trì niềm tin giáo lý nguyên tội. Tuy nhiên, các nhà thần học Chính Thống giáo Đông phương, mặc dù vẫn tin vào tác hại của nguyên tội bởi Adam và Eve trên dòng dõi loài người, vẫn có nhiều bất đồng với Augustinô về học thuyết này, nhiều người xem đây là một trong những nguyên nhân chủ yếu dẫn đến sự chia cắt hội Thánh giữa phương Đông và phương Tây.

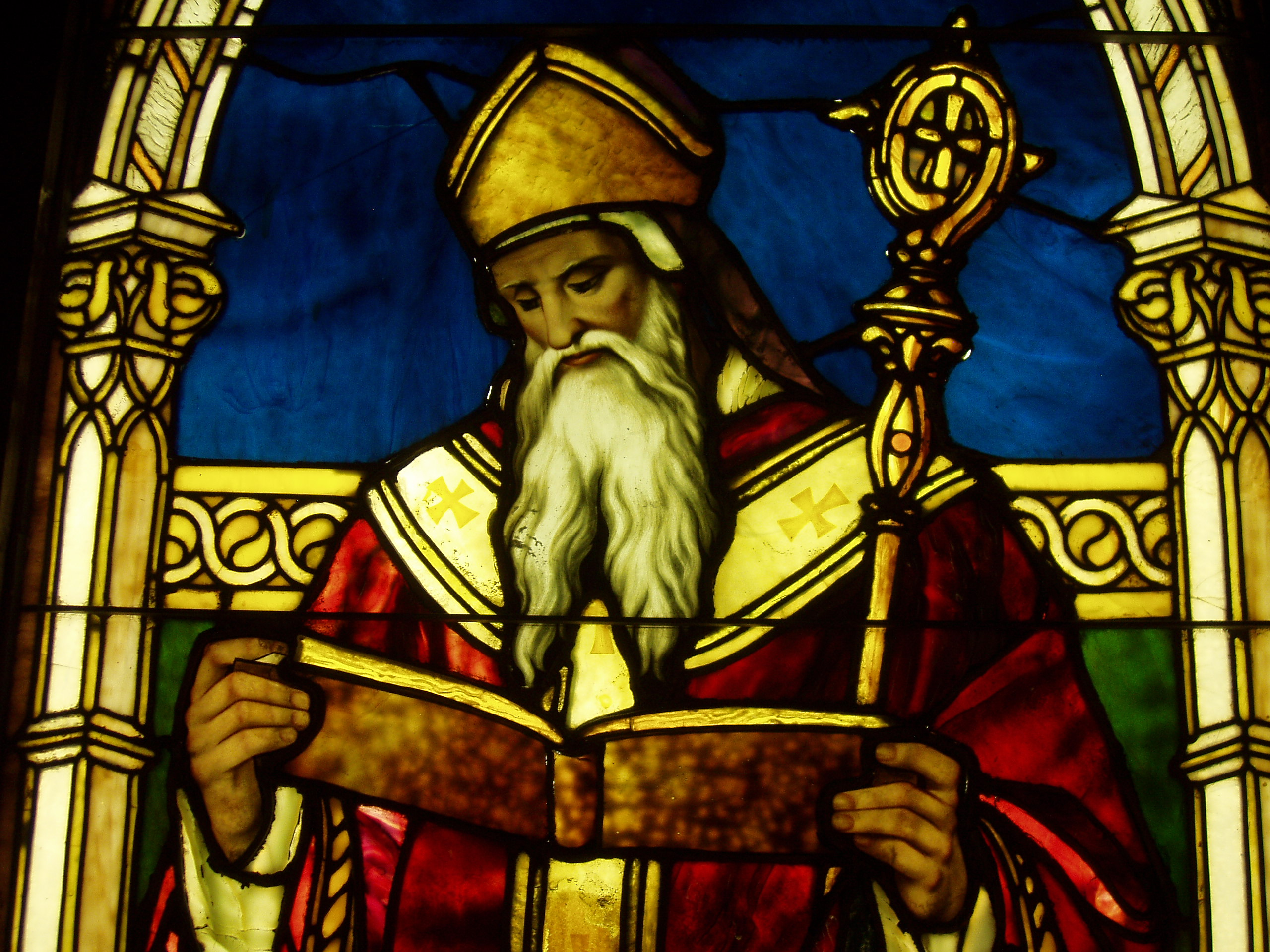
Thánh Augustinô, tranh trên kính cửa sổ, Bảo tàng Lightner, St. Augustine, Florida.

### Về thuyết tiền định
Mặc dù thuyết tiền định tuyệt đối của Augustinô chưa bao giờ bị hoàn toàn lãng quên trong vòng Giáo hội Công giáo, học thuyết này đã tìm thấy sự luận giải đầy sức thuyết phục trong các tác phẩm của Bernard xứ Clairvaux và của các nhà thần học Kháng Cách như Martin Luther và John Calvin, các vị này trở về với Augustinô để tìm kiếm sự soi dẫn cho sự hiểu biết thấu suốt về Kinh Thánh. Về sau, bên trong Giáo hội Công giáo, các tác phẩm của Cornelius Jansen, người tự nhận chịu nhiều ảnh hưởng từ Augustinô, lập nền cho phong trào Jansen (Jansenism); nhiều người trong phong trào sau này đã tiến đến quyết định ly giáo và thành lập giáo hội cho riêng mình.

### Về pháp thuật
Theo Leo Ruickbie, những cuộc thảo luận của Augustinô phản bác pháp thuật, phân biệt pháp thuật với phép lạ, là nhân tố chủ chốt trong cuộc chiến của giáo hội chống lại các tư tưởng ngoại giáo, và trở nên trọng tâm trong việc bác bỏ pháp thuật và các phù thủy.

### Về Hội Thánh hữu hình và Hội Thánh vô hình
Nhằm phản bác giáo phái Donatus, Augustinô phát triển học thuyết về hội Thánh, phân biệt giữa "hội Thánh hữu hình" và "hội Thánh vô hình". Hội Thánh hữu hình là thực thể có tổ chức hiện hữu trên mặt đất, công bố sự cứu rỗi và cử hành các Thánh lễ (bí tích), trong khi hội Thánh vô hình là thực thể bao gồm những người được chọn cho sự cứu rỗi, là những tín hữu thật trong mọi thời đại, và chỉ có Thiên Chúa biết những người này. Hội Thánh hữu hình trên mặt đất được cấu thành bởi "lúa mì" và "cỏ lùng" ("lúa mì" biểu trưng cho con dân thật của Chúa, còn "cỏ lùng" biểu trưng cho những kẻ gian ác bên trong hội Thánh) như được miêu tả trong Phúc âm Mátthêu 13:24-30 (Xem ẩn dụ Lúa mì và Cỏ lùng).
Giáo thuyết này cũng được triển khai trong tác phẩm "Thành phố của Thiên Chúa", trong đó Augustinô khơi mở khái niệm hội Thánh là thành hoặc vương quốc thiên đàng cai trị bởi tình yêu, cuối cùng sẽ thắng hơn mọi đế quốc trên đất, cai trị bởi sự tham dục và lòng kiêu hãnh.

### Về dân Do Thái
Trong Quyển 18, Chương 46 của một trong hai tác phẩm nổi tiếng nhất của Augustinô (quyển kia là Tự thuật), Thành phố Tâm linh (The City of God), ông viết: "Người Do Thái đã giết Ngài (Chúa Giê-su), không chịu tin nhận Ngài, Ngài đến thế gian để chết và sống lại, nhưng họ bị trừ diệt cách thảm khốc bởi lính La Mã, họ bị bứng nhổ khỏi đất nước mình, bị cai trị bởi dân ngoại, bị tản lạc trên khắp cả đất (đến nỗi không có nơi nào mà không có người Do Thái), như thế chính Kinh Thánh của họ trở nên lời chứng cho chúng ta, xác định rõ ràng rằng chúng ta không hề giả mạo lời tiên tri về Đấng Kitô".
Augustinô xem sự tản lạc của dân Do Thái là yếu tố quan trọng vì ông tin rằng đó là sự ứng nghiệm các lời tiên tri, chứng minh rằng Đức Giê-su là Đấng Kitô. Ông cũng trích dẫn lời tiên tri, "Xin Chúa đừng giết chúng, kẻo dân của con lãng quên đi.". (Thánh Vịnh 59:12). Augustinô tin rằng Thiên Chúa để dân Do Thái sống sót sau thời kỳ tản lạc là lời cảnh báo đối với Kitô giáo, ông tin rằng người Do Thái sẽ tiếp nhận Chúa Giê-su trong thời kỳ sau rốt.

## Ảnh hưởng
Ảnh hưởng của Augustinô vẫn tiếp tục kéo dài cho đến ngày nay như là một nhân vật trung tâm trong Cơ Đốc giáo và trong lịch sử tư tưởng phương Tây. Trong việc thiết lập luận cứ thần học và triết học, Ông chịu ảnh hưởng các triết thuyết Khắc kỷ (Stoicism), Platon và Tân Platon, đặc biệt là các tác phẩm của Plotinus, tác giả bộ Enneads, có lẽ là qua tư duy của Porphyry và Victorinus (theo lập luận của Pierre Hadot). Những tác phẩm gây nhiều ảnh hưởng của ông về ý chí tự do của con người, một chủ đề trọng tâm của đạo đức học, sau này thu hút sự chú ý của các triết gia như Schopenhauer và Nietzsche.
Tôma Aquinô đã vay mượn nhiều từ thần học Augustinô khi tạo lập bộ hợp tuyển độc đáo của ông về tư tưởng Hy Lạp và Cơ Đốc sau khi tái khám phá những tác phẩm của Aristoteles.

## Tác phẩm
Phần sau của tác phẩm Tự thuật bao gồm những suy nghĩ của Augustinô về bản chất của thời gian. Các nhà thần học Công giáo miêu tả niềm xác tín của Augustinô là Thiên Chúa hiện hữu bên ngoài thời gian, trong sự vĩnh cửu; trong khi thời gian chỉ tồn tại bên trong vũ trụ được tạo dựng bởi Thiên Chúa.
- Về Thần học Cơ Đốc (tiếng Anh: On Christian Doctrine, tiếng Latinh: De doctrina Christiana, 397-426)
- Tự Thuật (Confessiones, 397-398)
- Thành phố Tâm linh (De civitate Dei, bắt đầu khoảng năm 413, hoàn chỉnh năm 426)
- Về Ba Ngôi (De trinitate, 400-416)
- Enchiridion (Enchiridion ad Laurentium, seu de fide, spe et caritate)
- Khảo lược (Retractationes): Vào cuối đời (khoảng năm 426-428), Augustinô xem lại các tác phẩm của mình theo trình tự thời gian và cho rằng ông có thể viết khác hơn trong một tác phẩm mang tên Khảo lược, phác hoạ trình tự phát triển của người viết và những suy nghĩ sau cùng của ông.
- Sáng thế ký theo nghĩa đen (De Genesi ad litteram)
- Về Sự Tự do Chọn lựa (De libero arbitrio)
- On the Catechising of the Uninstructed (De catechizandis rudibus)
- Về biểu tượng và đức tin. (De fide et symbolo) - Tạm dịch
- Niềm tin về những điều chẳng thể thấy (De fide rerum invisibilium) - Tạm dịch
- Giá trị của sự tin tưởng (De utilitate credendi) - Tạm dịch
- Tín ngưỡng: Bài giảng về phân chia (De symbolo ad catechumenos) - Tạm dịch
- Biết kiểm soát (De continentia) - Tạm dịch (nghĩa khác: tự kiểm soát)
- Về người thầy (De magistro) - Tạm dịch (nghĩa khác: bậc thầy)
- Hôn nhân và hạnh phúc (De bono coniugali) - Tạm dịch (nghĩa khác: hạnh phúc của một hôn nhân)
- Trinh thánh (De sancta virginitate) - Tạm dịch (nghĩa khác: Trinh tiết của thánh)
- Điều tốt lành làm một góa phụ (De bono viduitatis) - Tạm dịch (nghĩa khác: cái lợi của góa phụ, lợi ích của một góa phụ)
- Dối trá (De mendacio) - Tạm dịch (nghĩa khác: nói dối)
- To Consentius: Against Lying (Contra mendacium [ad Consentium])
- Công việc của một thầy tu (De opere monachorum) - Tạm dịch
- Sự kiên nhẫn (De patientia) - Tạm dịch (nghĩa khác: vững chí)
- Sự chuẩn bị cho cái chết (De cura pro mortuis gerenda) - Tạm dịch (dịch thuật khác: sống để chết)
- On the Morals of the Catholic Church and on the Morals of the Manichaeans (De moribus ecclesiae catholicae et de moribus Manichaeorum)
- On Two Souls, Against the Manichaeans (De duabus animabus [contra Manichaeos])
- Acts or Disputation Against Fortunatus the Manichaean ([Acta] contra Fortunatum [Manichaeum])
- Against the Epistle of Manichaeus Called Fundamental (Contra epistulam Manichaei quam vocant fundamenti)
- Reply to Faustus the Manichaean (Contra Faustum [Manichaeum])
- Concerning the Nature of Good, Against the Manichaeans (De natura boni contra Manichaeos)
- On Baptism, Against the Donatists (De baptismo [contra Donatistas])
- The Correction of the Donatists (De correctione Donatistarum)
- On Merits and Remission of Sin, and Infant Baptism (De peccatorum meritis et remissione et de baptismo parvulorum)
- On the Spirit and the Letter (De spiritu et littera)
- On Nature and Grace (De natura et gratia)
- On Man's Perfection in Righteousness (De perfectione iustitiae hominis)
- On the Proceedings of Pelagius (De gestis Pelagii)
- On the Grace of Christ, and on Original Sin (De gratia Christi et de peccato originali)
- On Marriage and Concupiscence (De nuptiis et concupiscientia)
- On the Nature of the Soul and its Origin (De natura et origine animae)
- Against Two Letters of the Pelagians (Contra duas epistulas Pelagianorum)
- On Grace and Free Will (De gratia et libero arbitrio)
- On Rebuke and Grace (De correptione et gratia)
- On the Predestination of the Saints (De praedestinatione sanctorum)
- On the Gift of Perseverance (De dono perseverantiae)
- Our Lord's Sermon on the Mount (De sermone Domini in monte)
- On the Harmony of the Evangelists (De consensu evangelistarum)
- Treatises on the Gospel of John (In Iohannis evangelium tractatus)
- Kẻ cô độc (Soliloquiorum libri duo) - Tạm dịch (nghĩa gốc: kẻ nói chuyện một mình)
- Enarrations, or Expositions, on the Psalms (Enarrationes in Psalmos)
- Linh hồn bất tử (De immortalitate animae) - Tạm dịch (nghĩa khác: sự bất tử của một linh hồn)
- Câu trả lời cho những bức thư của Petilian, giám mục vùng Cirta (Contra litteras Petiliani) - Tạm dịch